# Hecyra

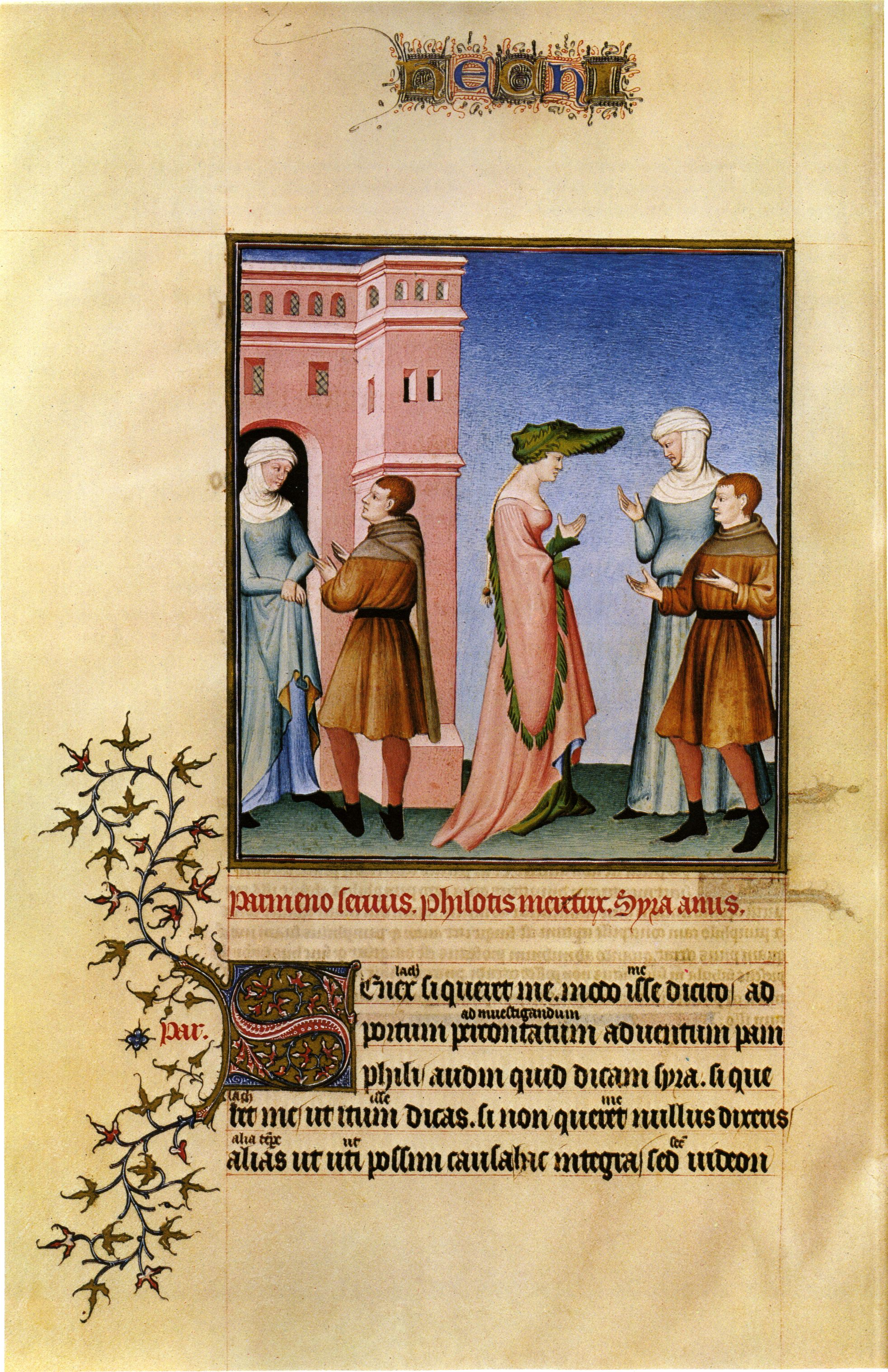
Die Hecyra in der Handschrift Paris, Bibliothèque de l’Arsenal, 664, fol. 210v (frühes 15. Jahrhundert)

Hecyra (latinisiert; griechisch Ἑκυρή Hekyrḗ „die Schwiegermutter“) ist der Titel einer Komödie des römischen Dichters Terenz. Sie entstand um 165 v. Chr. und erzielte nach zwei Aufführungen ohne Preis (165 und 160 v. Chr.) einen großen Erfolg. Der Stoff des Stückes geht über die Hekyra des griechischen Komödiendichters Apollodor von Karystos auf die Epitrepontes des Menander zurück.

## Handlung
Der alte Laches verheiratet seinen Sohn Pamphilus gegen dessen Willen mit Philumena, der Tochter des Nachbarn Phidippus. Pamphilus fügt sich, ignoriert seine Frau jedoch in den ersten Monaten nach der Hochzeit und hält sich weiterhin an die Hetäre Bacchis, in die er verliebt ist. Heimlich gebiert Philumena unter der Obhut ihrer Mutter Myrrina ein Kind – zu einem Zeitpunkt, zu dem das Kind unmöglich schon von Pamphilus stammen kann. Pamphilus wird von Myrrina eingeweiht und erfährt, dass Philumena, noch ehe er die Ehe mit ihr vollzogen hatte, von einem Unbekannten vergewaltigt wurde, der ihr obendrein einen Ring stahl. Pamphilus möchte Philumena zwar verstoßen, aber ihr Geheimnis wahren, weswegen er keine vernünftige Begründung für seine Trennungsabsicht vorbringen kann und unter Verdacht gerät, lediglich zu seiner Geliebten zurückzuwollen. Bacchis versucht zu schlichten, doch dann entdeckt Myrrina an ihrer Hand den Ring ihrer Tochter. Bacchis gesteht, diesen Ring von niemand anderem als Pamphilus erhalten zu haben, der damit als Wüstling entlarvt ist und seine Frau behält.

## Überlieferung und Übersetzung
Der Erstausgabe der Komödien des Terenz (Paris 1470) folgte bereits 1499 eine anonyme Übersetzung in die deutsche Sprache: Terentius der hochgelert und allerbruchelist Poet. Der gängigste deutsche Titel in den Übersetzungen seit dem 19. Jahrhundert lautet Die Schwiegermutter.

## Ausgaben
Siehe auch die Sammel- und Gesamtausgaben, die im Artikel zu Terenz aufgeführt sind.
- Terence, Hecyra. Edited by Sander M. Goldberg (Cambridge Greek and Latin classics). Cambridge University Press, Cambridge/New York 2013, ISBN 978-0-521-72166-0.